# Grand Theft Auto: Vice City Stories
Grand Theft Auto: Vice City Stories или GTA Vice City Stories је 10. игра популарне ГТА серије. Претходник јој је Grand Theft Auto: Liberty City Stories, А насљедник је GTA 4. Развијач ове игре је Rockstar Leeds и Rockstar North а издавач је Rockstar Games.

## Гејмплеј
Виктор Венс у игри може да ради разне активности као што је пливање, патролирање на плази, довођење аута на отпад и најновији посао први пут у овој игри. То је нешто између куповања плацева у GTA Vice City-ју и ратова банди у GTA San Andreas-у. Играч има велики асортиман оружја као и аута, бродова, мотора, авионима, хеликоптерима и многим другим превозним средствима.

## Прича
Игра је смјештена у измишљеном граду Вајс Ситију, који је направљен по узору на Мајами и радња је смјештена 1984. године 2 године прије дешавања GTA Vice City-ја. Десетар Виктор "Вик" Венс је стациониран у војној бази Вајс Ситија, Форт Бакстер. Да би прикупио новац за лекове свог болесног брата Пита, Вик пристаје да помогне свом корумпираном надзорнику, нареднику Џерију Мартинезу, који се нашао умјешан у градску трговину дрогом. Након што договор пође по злу, Мартинез намјешта Вику да је сакрио дрогу испод свог кревета и довео проститутку у базу, што је резултирало тиме да Вик буде оптужен за велеиздају и нечасно отпуштен из војске. Приморан да изађе на улице, Вик помаже ексцентричном револверашу и самопроглашеном војном ветерану Филу Кесидију, кога је упознао док је радио за Мартинеза, у замјену за мјесто за боравак да поново изгради свој живот. Мартинез касније унајмљује Вика и Фила да раде више послова за њега, само да би их издао и покушао да их убије, што је довело до тога да пар прекида везе с њим након што је побегао из замке. У међувремену, Вик такође ради за Филовог зета Мартија Џеја Вилијамса, вођу уличне банде зване Трејлер Парк Мафија, који често злоставља његову жену Луиз. Љут због Виковог растућег односа са његовом женом, Марти на крају покушава да је киднапује, приморавајући Вика да га убије.
Пошто је Марти мртав, Вик преузима његову банду и преименује је у Vance Crime Family. Уз помоћ свог недавно пристиглог брата Ленса, он полако почиње да преузима положаје од ривалских банди како би повећао своју моћ. У том процесу, он зарађује поштовање Лос Кабронеса, кубанске уличне банде коју предводи Умберто Робина, јер је разбио њихове ривале, и бави се корумпираним агентом ДЕА, који се представљао као дилер дроге. да украду новац браће Венс. Након крађе велике пошиљке дроге, Вика и Ленса су киднаповали браћа Мендез, Армандо и Дијего, највећи нарко-краљи Вајс Ситија и власници пошиљке. Ленс их лаже да је Мартинез, који редовно има посла са Мендезовима, тајни агент ДЕА и да је украо дрогу као доказ. Након пуштања на слободу, Вик и Ленс почињу да раде са браћом Мендез, који првог упознаје са трансродном редитељком Рени Васулмајер. Док помаже Рени и њиховом пријатељу Берију Микелтвејту, менаџеру талената Фила Колинса, Вик добија задатак да заштити Фила од мафијашких убица, којима је Бери дужан, прије и током његовог концерта у Вајс Ситију.
Рени касније упознаје Вика са Рикардом Дијазом, нарко-бароном који жели да преузме операције браће Мендез и запошљава Вика и Ленса за неколико послова. Међутим, Армандо и Дијего постају неповјерљиви према њима и на крају покушавају да их убију након што Мартинез разоткрије њихову лаж. Након што је избегао замку Мендезових, Вик ради са Дијазом да их банкротира из освете. Мендезови узвраћају киднаповањем Луиз и Ленса, што доводи до тога да Вик нападне њихову вилу и убије Арманда, иако он не успева да спасе Луиз, која умире од задобијених повреда. Заклиње се да ће се освети и Дијегу и Мартинезу, Вик ради заједно са Дијазом и Филом посљедњи пут да им уђе у траг и украде војни хеликоптер из Форт Бакстер. Користећи хеликоптер, Вик напада Мартинезово и Дијегово скровиште и убија обојицу. Након што Ленс стиже прекасно да помогне, покушава да убеди Вика да учествује у другом послу са дрогом који планира да склопи. Вик чврсто стоји на свом мјесту и изјављује да га дрога више не занима. Ленс прихвата Виков избор и два брата напуштају Вајс Сити да дају Питу новац за лекове.

## Spoljašnje veze
- [http://www.grandtheftwiki.com/Grand_Theft_Auto:_Vice_City_Stories